# Attack on Gestapo H.Q. at Odense 17/4-1945
Attack on Gestapo H.Q. at Odense 17/4-1945 er en britisk dokumentarisk optagelse fra 1945.

## Handling
Britiske optagelser af 6 RAF Mosquito-flys angreb på Gestapos hovedkvarter på Husmandsskolen i Odense den 17. april 1945. Et af flyene havde til opgave at filme angrebet for det britiske Royal Air Force. Skolen bliver udbombet, og 12 af de 28 bomber rammer huse på Husmandsskolens Allé (i dag Jeppe Aakjærs Allé) og på Østrupvej. 9 odenseanere mistede livet, og 20 blev såret. En enkelt tysker mistede livet.